# Nabaganga River
Nabaganga River är ett vattendrag i Bangladesh.   Det ligger i provinsen Khulna, i den centrala delen av landet, 120 km sydväst om huvudstaden Dhaka.
Trakten runt Nabaganga River består till största delen av jordbruksmark. Runt Nabaganga River är det tätbefolkat, med 709 invånare per kvadratkilometer.